# Engine Alliance

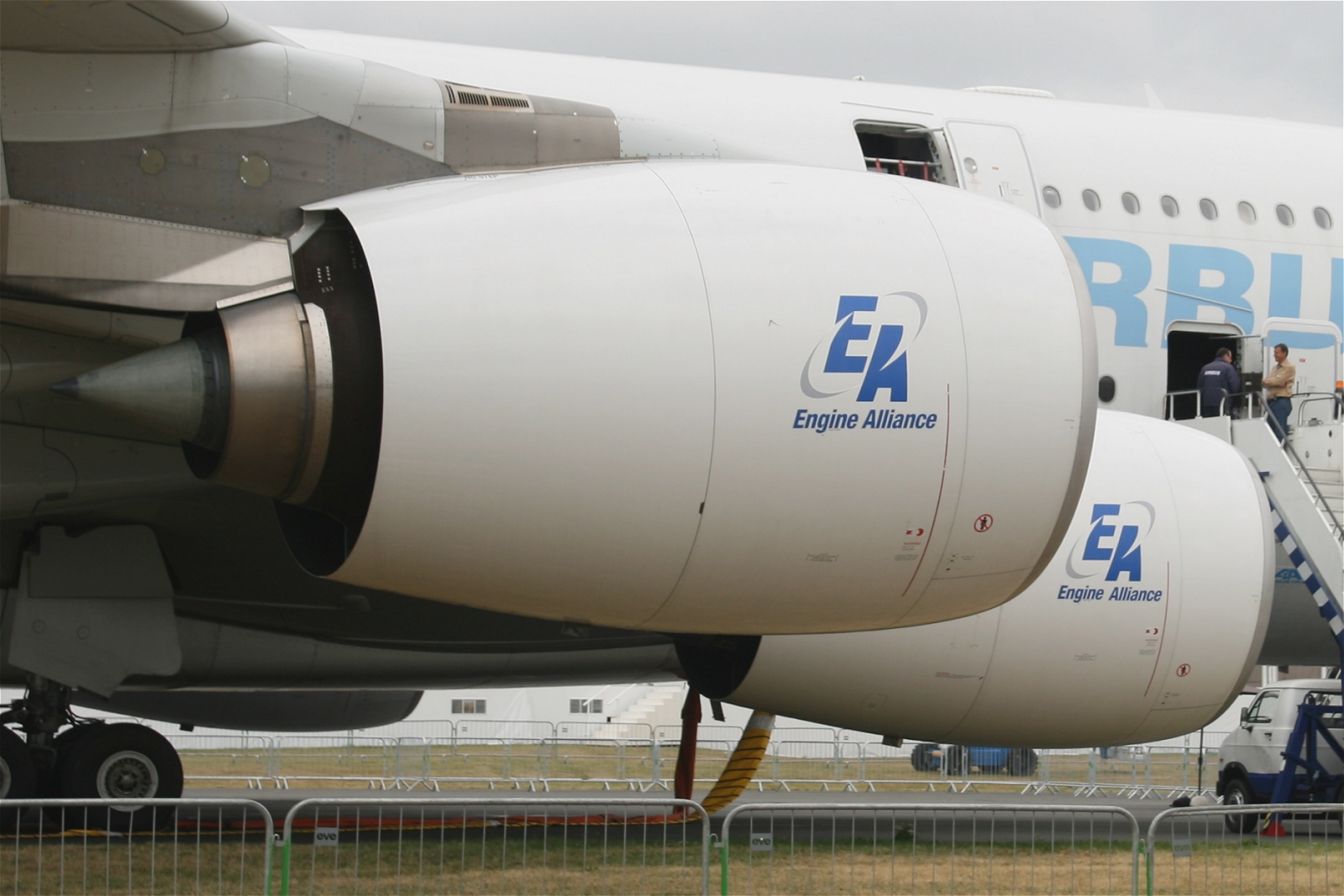

Engine Alliance (w skrócie EA) – joint venture (50/50) między amerykańskimi producentami silników lotniczych, General Electric i Pratt & Whitney, zawiązany 28 sierpnia 1996 roku w celu wspólnego zaprojektowania, produkcji i serwisu rodziny silników turbowentylatorowych GP7000 dla bardzo dużych szerokokadłubowych samolotów dalekiego zasięgu. Sam silnik jest hybrydą rozwiązań z konstrukcji GE90 i PW4000. Obecni udziałowcy produkujący silnik to GE (30%), P&W (30%), MTU Aero Engines (22,5%), Snecma (10%) i Techspace Aero (7,5%); dwa ostatnie należą do grupy Safran.
Pierwotnie silniki Engine Alliance GP7200 miały napędzać nową wersję Boeinga 747-500/600, ale ten projekt zastąpiono przez Boeing 747-8 z silnikiem General Electric GEnx z modelu Boeing 787. Silnik zoptymalizowano pod kątem czterosilnikowego samolotu Airbus A380, jako alternatywne dla oferowanego przez Rolls-Royce'a Trent 900. Większość klientów wybrała do napędu samolotu silnik europejski, ale dzięki dużemu zamówieniu od linii Emirates (łącznie 140 sztuk) silnik amerykański znajdzie się na większej liczbie A380 (potencjalnie 184 samoloty). Jeden silnik kosztuje około 15 milionów USD. EA oferuje dwa warianty silnika: GP7270 o ciągu startowym 311 kN dla pasażerskich A380-861 oraz GP7277 o ciągu 340kN dla niezrealizowanego towarowego A380-863F.